# لا ربییا ای آهدو
لا ربییا ای آهدو (به اسپانیایی: La Revilla y Ahedo) یک شهرستانکه در استان بورگس در اسپانیا است.طبق سرشماری سال 2004 آمار اعلام شده از  سوی موسسه ملی آمار اسپانیا(INE) جمعیت این شهر  125 نفر بود.